# ザ・チャノミバ Tea for us.
『ザ・チャノミバ Tea for us.』（ザ・チャノミバ ティー・フォー・アス）は、TBSラジオで放送されていたトーク番組。パーソナリティはコピーライターの糸井重里。
2004年4月4日放送開始。同年9月26日までは毎週日曜日の22:00-22:30の30分番組で、同年10月5日より2005年3月29日まで『おとなの時間割』枠に組み込まれ毎週火曜日の21:00-22:00の1時間番組として放送された。
糸井が各界からゲストを招き、2週に渡りいっさい段取りや進行を省いてゲストと一対一でとりとめもない「茶飲み話」をするというのが番組コンセプト。糸井の主宰しているサイト「ほぼ日刊イトイ新聞」とタイアップしており、トークのダイジェストは今でもサイトで読むことができる。

## 登場したゲスト
- BOSE（スチャダラパー、ミュージシャン）
- みうらじゅん（イラストレーター）
- 高阪剛（格闘家）
- リリー・フランキー（イラストレーター）
- 春風亭昇太（落語家）
- 谷川俊太郎（詩人）
- 栗山英樹（野球解説者、元ヤクルト選手）
- 沼澤尚（ドラマー）
- 村田真一（野球解説者、元巨人選手）
- イッセー尾形（俳優）
- 堺雅人（俳優、『新選組!』山南敬助役）
- 永江朗（ライター）
- 鈴木敏夫（スタジオジブリプロデューサー）
- 笑福亭鶴瓶（落語家）
- 土屋敏男（テレビプロデューサー、第2日本テレビ放送局長）
- 松村邦洋（コメディアン）
- 山田五郎（編集者）
- 零士（カリスマホスト）
- 立川志の輔（落語家）
- 山本耕史（俳優、『新選組!』土方歳三役）
- 鈴木おさむ（構成作家）
- 小堺一機（コメディアン）
- 浦沢直樹（漫画家）
- 宮藤官九郎（脚本家）